# Josef Vít
Josef Vít (13. března 1912 Řešetova Lhota – 10. června 1952 Věznice Pankrác) byl český podnikatel a rolník odsouzený komunistickým režimem k trestu smrti a popravený v roce 1952.

## Životopis
Narodil se v roce 1912 v Řešetově Lhotě. Se svou ženou Marií měl dva syny, jedním z nich byl rovněž Josef (* 1942). Se svou rodinou žil ve Lhotkách u Náchoda, kde vlastnil obchod se smíšeným zbožím, hostinec a pole. Po druhé světové válce byl příznivcem České strany národně sociální, nebyl však jejím členem. Po komunistickém převratu v roce 1948 se Vít aktivně bránil kolektivizaci a postavil se do čela místního odporu proti ní. Za to byl místními funkcionáři KSČ penalizován.

### Pomoc odbojáři

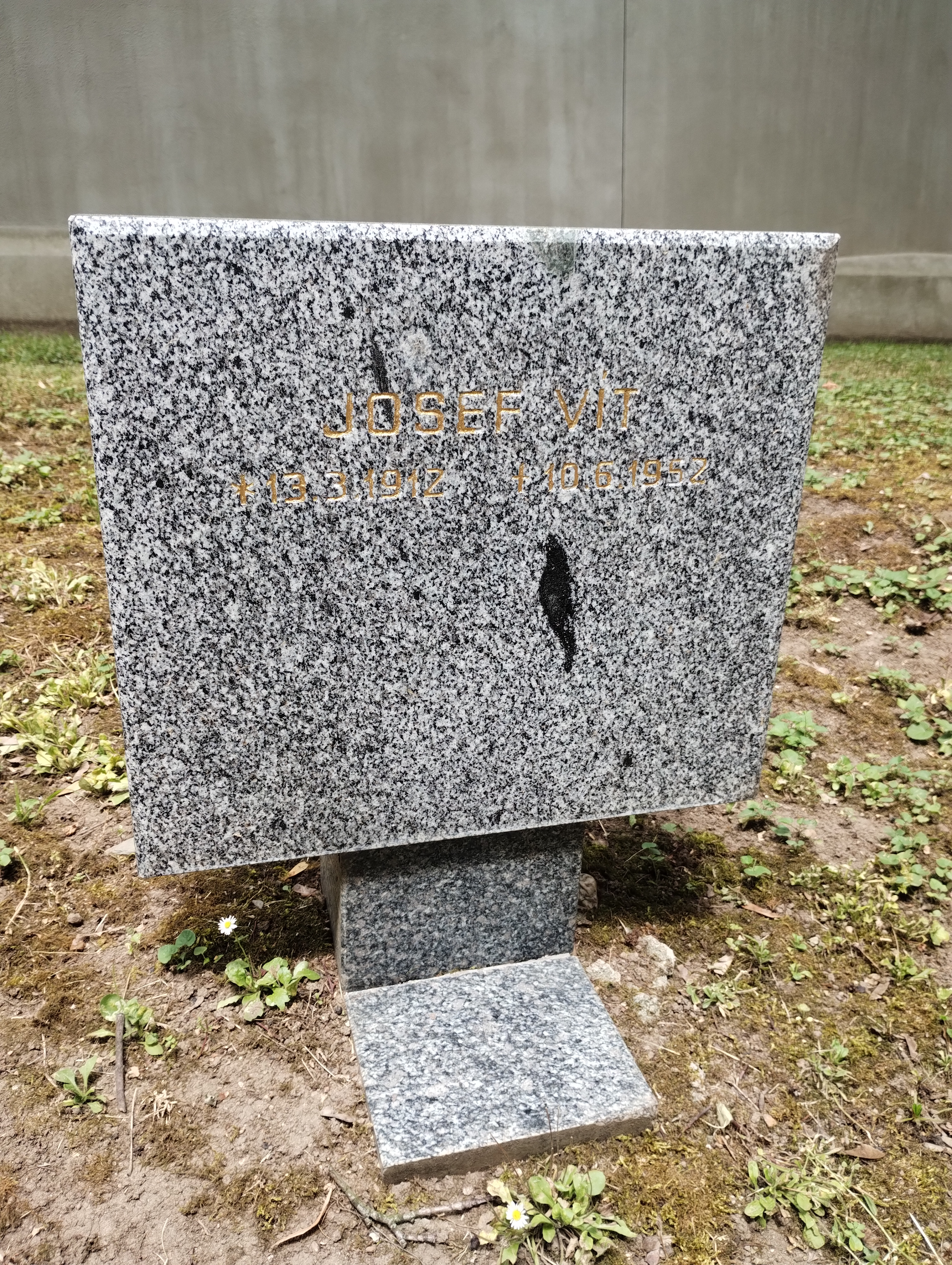
Symbolický náhrobek Josefa Víta na Čestném pohřebišti v Ďáblicích

V prosinci 1951 se v hostinci setkal s místním odbojářem Miloslavem Stejskalem, který v oblasti aktivně podnikal protirežimní akce. Stejskal však krátce poté jednoho komunistického funkcionáře, jehož adresu bydliště mu Vít prozradil, postřelil. Brzy poté postřelil i ženu jednoho z místních funkcionářů. Stejskal byl poté zastřelen při přestřelce, Vít byl ještě téhož měsíce v rámci akce Teror Náchod zatčen.

### Soudní proces a smrt
Po svém zatčení byl ve vazbě v Hradci Králové mučen a donucen k přiznání ke zcela smyšleným činům. V politickém procesu byl za trestné činy velezrady, návodu k trestnému činu proti republice a útok proti bezpečnostnímu orgánu za použití zbraně v lednu 1952 odsouzen k trestu smrti. Žádosti o prezidentskou milost, kterou sepsala jeho žena, nebylo vyhověno. Popraven byl v červnu 1952 spolu se svým švagrem Josefem Řezníčkem. Krátce po jeho popravě byla ke dvouletému trestu odnětí svobody odsouzena i jeho žena, které byl udělen za nadržování trestnému činu. V procesu byly odsouzeny téměř dvě desítky dalších zemědělců z oblasti. Jeho synové byli poté umístěni do dětského domova v Jaroměři.
Politický charakter celého procesu potvrzuje následující pasáž z verdiktu: „U obviněných soud dospěl k přesvědčení, že vzhledem k jejich založení a protistátnímu zaměření i k rozsáhlé a nebezpečné trestní činnosti, jde o nepřátele pracujícího lidu, které dlužno zneškodniti a nadobro vyřaditi z naší společnosti…“

#### Rehabilitace
Rehabilitován byl po sametové revoluci v květnu 1991. V Náchodě byla k uctění jeho památky v roce 1997 instalována pamětní deska. Podobná deska byla instalována v srpnu 2008 v Litoboři. O jeho příběhu podrobně pojednává diplomová práce Pavla Světlíka z roku 2009.